# Miss Belgique 2006
Miss Belgique 2006, 75e élection de Miss Belgique, s'est déroulée le 18 décembre 2005.
Le concours a été présenté en néerlandais par Francesca Vanthielen et en français par Jean-Michel Zecca. Il a été diffusé sur RTL-TVI en Wallonie et sur VTM en Flandre.
La gagnante, Virginie Claes, succède à Tatiana Silva Braga Tavares, Miss Belgique 2005.

## Classement final
| Titre                                                                                  | Candidates                                    |
| -------------------------------------------------------------------------------------- | --------------------------------------------- |
| Miss Belgique 2006 - Non classée à Miss Monde 2005                                     | - Limbourg - Virginie Claes                   |
| 1re dauphine - Représentante de la Belgique à Miss Europe 2006 - 6e à Miss Europe 2006 | - Anvers - Kaat Vermeeren                     |
| 2e dauphine                                                                            | - Hainaut - Emilie Dupuis                     |
| 3e dauphine - Non classée à Miss International 2008                                    | - Flandre orientale - Charlotte Van de Vijver |
| 4e dauphine                                                                            | - Anvers - Karen Theunen                      |

## Préparation
Le voyage de préparation se déroule à la Palmeraie de Marrakech, au Maroc. Les candidates sont accompagnées de Cécile Muller, Tatiana Silva, Miss Belgique 2005 et de Darline Devos.
Les dix finalistes flamandes ont participé en direct à l'émission de télévision flamande, La Roue de la Fortune (Rad van Fortuin) sur VTM du 12 au 16 décembre 2005. Elles étaient accompagnées d'anciennes lauréates de Miss Belgique, Ellen Petri, Katia Alens, Tanja Dexters, Véronique De Kock et Brigitta Callens.

## Déroulement de la cérémonie

### Jury
| Membre | Membre            | Notes               |
| ------ | ----------------- | ------------------- |
|        | Julie Taton       | Miss Belgique 2003. |
|        | Georges Grün      | Footballeur belge.  |
|        | Goedele Liekens   | Miss Belgique 1986. |
|        | Gilles De Bilde   | Footballeur belge.  |
|        | Édouard Vermeulen | Couturier belge.    |

### Prix attribués
| Prix           | Nom                                    |
| -------------- | -------------------------------------- |
| Miss Sympathie | Brabant flamand - Evy Van Cauwenberghe |

## Observations